# خوان مانوئل چاوز
خوان مانوئل چاوز (انگلیسی: Juan Manuel Tévez؛ زادهٔ ۲۸ اوت ۱۹۸۷) بازیکن فوتبال اهل آرژانتین است.